# O Abocanhado
O Abocanhado é um restaurante localizado na aldeia de Brufe, em Terras de Bouro, em Portugal. Os materiais usados na construção e decoração do espaço são típicos da região.
O restaurante encontra-se na margem da aldeia, num terreno que se desenvolve em socalcos sobre o vale do rio Homem.
A cobertura dá continuidade à plataforma natural, à cota da estrada, destacando-se apenas o volume com a entrada de serviço, que se opõe aos afloramentos rochosos existentes.
No que diz respeito à oferta gastronómica, existem opções diversas, mas todas respeitam também o ambiente e valorizam a matéria-prima local. Pode degustar-se, por exemplo, uma posta barrosã, a tibornada de bacalhau ou cabrito da encosta de Brufe.
A valorização da região, levada a cabo pela gerência do restaurante, passa também pela utilização de recursos humanos locais. 

## Prémios
Na terceira edição da Bienal Miami Beach 2005 - Architecture, Landscape Architecture, Interior Design, nos Estados Unidos da América, que decorreu entre os dias 4 e 22 de Novembro de 2005, venceu a medalha de prata. Segundo o Jornal de Notícias, "A Bienal Miami Beach 2005 - Architecture, Landscape Architecture, Interior Design é um evento organizado pelo Instituto Americano de Arquitetos (AIA), pela Sociedade Americana de Arquitetos Paisagistas e pela Federação Pan-Americana de Associações de Arquitetos (PAFAA), e congrega arquitetos e designers de todo o Mundo". A arquitetura do restaurante também foi premiada em Londres, num concurso de âmbito internacional.

## Ligação externa
- Sítio oficial